# Чалышевия
Чалышевия (лат. Chalishevia cothurnata) — вид вымерших пресмыкающихся из семейства эритрозухид (Erythrosuchidae), живших во времена триасового периода (ладинский век) на территории современной Оренбургской области (Россия). Типовой и единственный вид в одноимённом роде (Chalishevia).

## История изучения
Новые вид и род описаны В. Г. Очевым в 1980 году на основании голотипа PIN 4366/1 (ранее SGU 104/385) — левой верхней челюсти и носовых костей и паратипов PIN 4366/2 (квадратная кость), PIN 4366/3 (зубы), найденных у местонахождения Букобай (Оренбургская область, букобайская свита ладинского яруса). Интересно, что квадратная кость была найдена в этом же слое несколько ранее и Очев сомневался в принадлежности всех трёх костей одному черепу. Однако, С. М. Курзанов уже в Москве сложил куски черепа и оказалось, что они точно подходят друг к другу.
Род назван в 1980 году в честь саратовского геолога В. И. Чалышева, к тому времени уже умершего. Видовое название cothurnata в переводе с латинского означает «трагичная».

## Описание
Чалышевия — гигантский эритрозухид с черепом около метра длиной. Череп обычно изображают с резко согнутой премаксиллой, но это, скорее всего, результат деформации. Род близок к китайскому эритрозухиду Shansisuchus, известен также из одновозрастных отложений Башкирии.